# Lager Oradour
Koordinaten: 47° 21′ 49,3″ N, 11° 44′ 17,2″ O

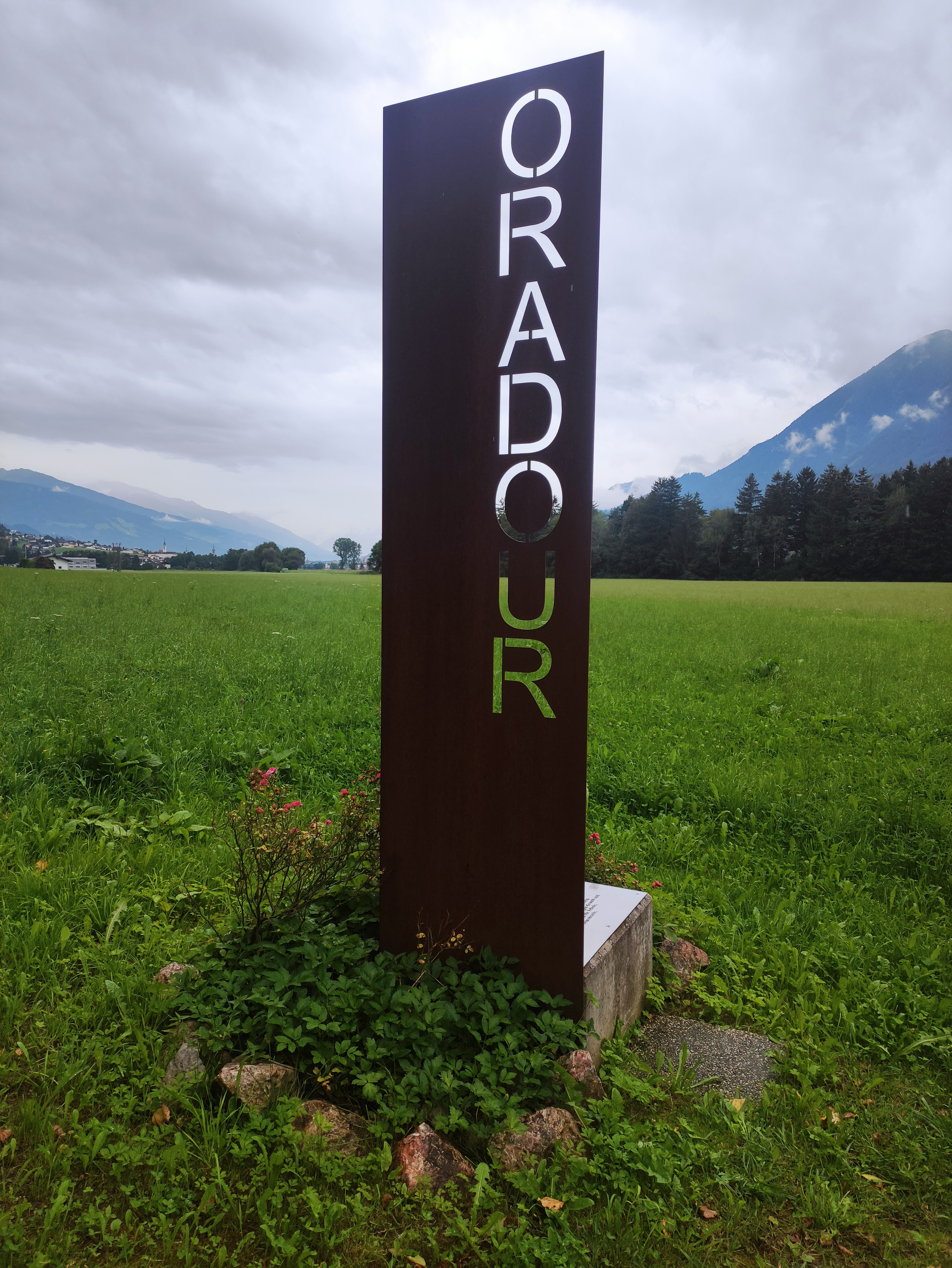
Denkmal für das Lager Oradour

Das Lager Oradour lag zwischen Schwaz und Buch in Tirol. Es war zunächst ein nationalsozialistisches Zwangsarbeiterlager im Zweiten Weltkrieg, in dem Zwangsarbeiter untergebracht waren, die im Schwazer Bergwerk zur Rüstungsproduktion eingesetzt wurden. Nach dem Krieg erhielt das Lager von der französischen Besatzungsmacht in Gedenken an das Massaker von Oradour seinen Namen und wurde zu einem Entnazifizierungslager umfunktioniert.

## Geschichte
300 bis 400 Zwangsarbeiter mussten ab 1944 in der sogenannten „Messerschmitthalle“ in den Stollen des ehemaligen Schwazer Bergwerks den Fliegerbomber Messerschmitt Me 262 für die Messerschmitt-Werke Kematen herstellen. Die Arbeitsbedingungen waren grausam; die Arbeiter mussten 16 Stunden am Tag barfuß und ohne Schutzkleidung arbeiten. Im Steinbruch bei Buch wurden Zwangsarbeiter hingerichtet, wobei die genaue Zahl der Toten unbekannt ist. Die Zwangsarbeiter waren in einer eigens errichteten, mit Stacheldraht umzäunten und von der SS bewachten Barackensiedlung an der Landstraße zwischen Schwaz und Buch untergebracht.
Das Lager wurde 1945 von der 103. Infanterie der US-Armee („Cactus Division“) befreit. Ab Juli 1945 wurde das Lager unter der französischen Besatzungsmacht neben dem Camp Marcus W. Orr in Glasenbach und dem Camp 373 in Wolfsberg zu einem der drei größten Internierungslager Österreichs. Nationalsozialisten aus dem gesamten besetzten Frankreich wurden hier interniert. Im November 1945 befanden sich 250 Männer und 40 Frauen in den 13 Baracken des Lagers, im Jahr 1946 waren es bis zu 500 Personen. In dieser Zeit wurde das Lager offiziell „Konzentrationslager“ genannt, was zu einiger Verwirrung beitrug. Es wurde von Angehörigen der Polizei und der Bundesgendarmerie bewacht, die teils unbewaffnet waren, was ein Entkommen erleichterte. Aufgrund von Nahrungsmittelknappheit und Kälte demonstrierten Gefangene, manche versuchten zu fliehen. Der NS-Verbrecher Josef Schwammberger war hier interniert, als er im Januar 1948 über die „Rattenlinien“ fliehen konnte. Der Architekt Wilhelm Stigler war ebenfalls hier interniert.

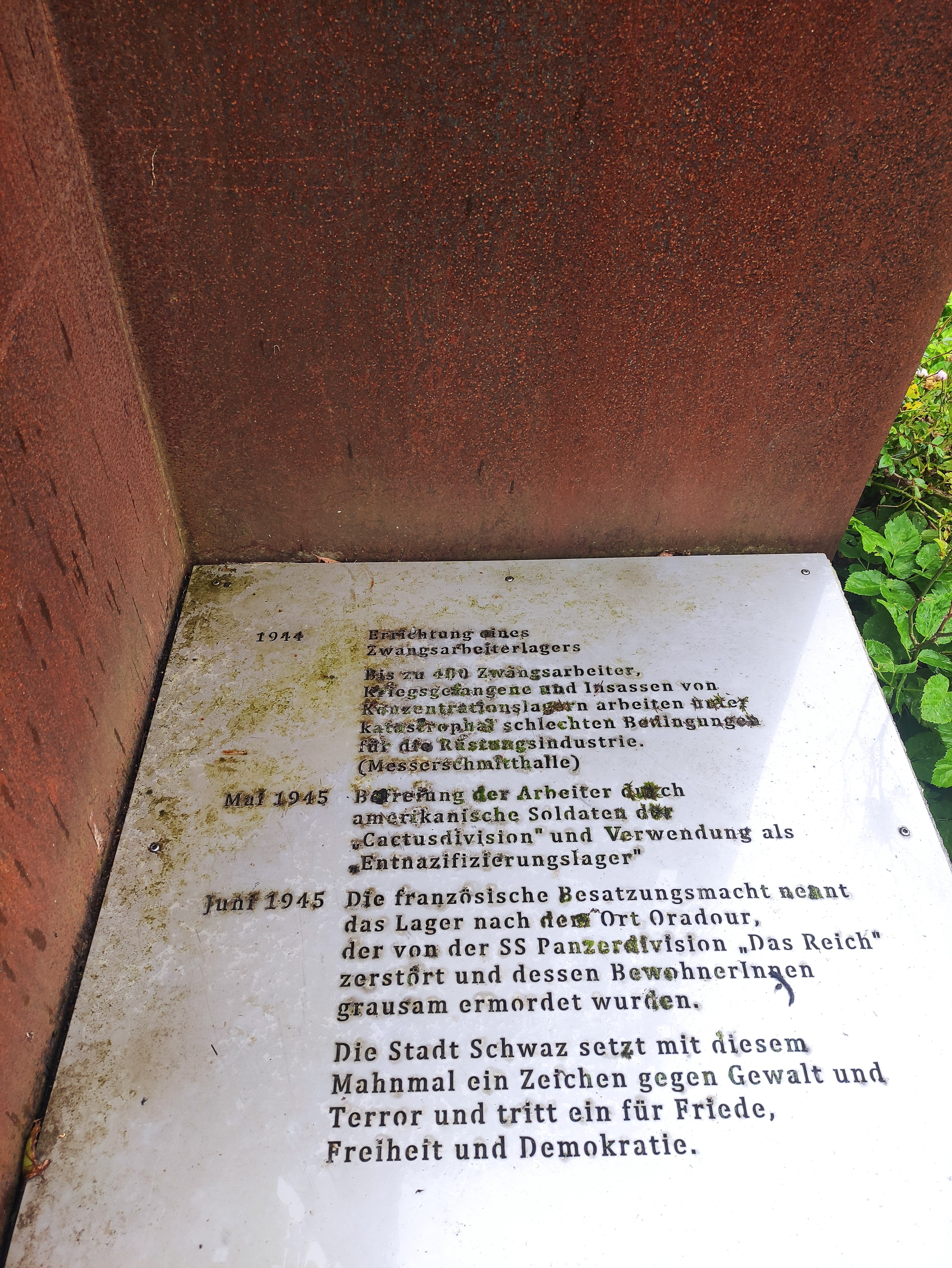
Text über das Lager beim Denkmal

Nach Abzug der französischen Truppen wurden die Baracken als Wohnunterkünfte von Aussiedlern benutzt und Märzensiedlung genannt. Später wurden die Baracken zu einer Notunterkunft für Obdachlose. Die Unterkünfte bestanden bis in die 1980er Jahre und hatten einen schlechten Ruf in der Schwazer Bevölkerung. Am 22. Dezember 1988 wurde die letzte Baracke abgerissen.

## Erinnerung
Ein von der Stadt Schwaz errichtetes Denkmal erinnert heute an das Lager. Beim Kunstfestival Klangspuren wurde im Jahr 1995 eine Ausstellung in Gedenken an die Zwangsarbeit in Schwaz gezeigt und der Schriftsteller Alois Hotschnig verfasste einen Text dazu.